# Claude Dambury
Claude Dambury (* 30. Juli 1971 in Cayenne) ist ein ehemaliger französisch-guyanischer Fußballspieler, er wurde als Verteidiger eingesetzt.

## Karriere
Ab 1993 bis zum Juli 1998 spielte er beim burgundischen Klub FC Gueugnon. Danach zog es ihn nach Japan zum dort ansässigen Gamba Osaka, dort hielt es ihn drei Jahre lang bis zum Sommer 2001, danach ging es für ihn zurück nach Frankreich, dieses Mal zum US Créteil. Dort blieb er allerdings nicht lange und wechselte schon im nächsten Jahr zum damals französischen Viertligisten FC Martigues. Zur Saison 2003/04 ging es für ihn dann jedoch erneut weiter, dieses Mal in die zweite Liga zu Stade Reims. Für diese absolvierte er noch zwei Saisons, bevor es ihn dann Mitte 2005 zurück in seine Heimat zum US Macouria zog. Mit diesen wurde er in der Saison 2006/07 sogar das erste Mal in seiner aktiven Karriere Meister. Seine Karriere beendete er dort nach der Saison 2008/09.
In der Fußballnationalmannschaft von Französisch-Guayana wurde er als Einwechselspieler zudem in beiden Länderspielen während des Coupe de l’Outre-Mer 2008 eingesetzt.

## Statistiken

### Vereine
| Leistung   | Leistung          | Leistung   | Liga     | Liga | Pokal           | Pokal           | Liga-Pokal        | Liga-Pokal        | Insgesamt | Insgesamt |
| Saison     | Verein            | Liga       | Einsätze | Tore | Einsätze        | Tore            | Einsätze          | Tore              | Einsätze  | Tore      |
| Frankreich | Frankreich        | Frankreich | Liga     | Liga | Coupe de France | Coupe de France | Coupe de la Ligue | Coupe de la Ligue | Insgesamt | Insgesamt |
| ---------- | ----------------- | ---------- | -------- | ---- | --------------- | --------------- | ----------------- | ----------------- | --------- | --------- |
| 1993/94    | Gueugnon          | Division 2 | 7        | 0    |                 |                 |                   |                   | 7         | 0         |
| 1994/95    | Gueugnon          | Division 2 | 29       | 0    |                 |                 |                   |                   | 29        | 0         |
| 1995/96    | Gueugnon          | Division 1 | 27       | 1    |                 |                 |                   |                   | 27        | 1         |
| 1996/97    | Gueugnon          | Division 2 | 39       | 2    |                 |                 |                   |                   | 39        | 2         |
| 1997/98    | Gueugnon          | Division 2 | 40       | 0    |                 |                 |                   |                   | 40        | 0         |
| Japan      | Japan             | Japan      | Liga     | Liga | Emperor’s Cup   | Emperor’s Cup   | J. League Cup     | J. League Cup     | Insgesamt | Insgesamt |
| 1998       | Gamba Osaka       | J1 League  | 22       | 2    | 1               | 0               | 0                 | 0                 | 23        | 2         |
| 1999       | Gamba Osaka       | J1 League  | 27       | 2    | 2               | 0               | 3                 | 0                 | 32        | 2         |
| 2000       | Gamba Osaka       | J1 League  | 27       | 0    | 0               | 0               | 3                 | 0                 | 30        | 0         |
| 2001       | Gamba Osaka       | J1 League  | 6        | 0    | 0               | 0               | 0                 | 0                 | 6         | 0         |
| Frankreich | Frankreich        | Frankreich | Liga     | Liga | Coupe de France | Coupe de France | Coupe de la Ligue | Coupe de la Ligue | Insgesamt | Insgesamt |
| 2001/02    | Créteil-Lusitanos | Division 2 | 16       | 1    |                 |                 |                   |                   | 16        | 1         |
| 2002/03    | Martigues         | National   | 34       | 1    |                 |                 |                   |                   | 34        | 1         |
| 2003/04    | Stade Reims       | National   | 34       | 2    |                 |                 |                   |                   | 34        | 2         |
| 2004/05    | Stade Reims       | Ligue 2    | 4        | 0    |                 |                 |                   |                   | 4         | 0         |
| Country    | France            | France     | 230      | 7    |                 |                 |                   |                   | 230       | 7         |
| Country    | Japan             | Japan      | 82       | 4    | 3               | 0               | 6                 | 0                 | 91        | 4         |
| Insgesamt  | Insgesamt         | Insgesamt  | 312      | 11   | 3               | 0               | 6                 | 0                 | 321       | 11        |

### Nationalmannschaft
| Fußballnationalmannschaft von Französisch-Guayana | Fußballnationalmannschaft von Französisch-Guayana | Fußballnationalmannschaft von Französisch-Guayana |
| Jahr                                              | Einsätze                                          | Tore                                              |
| ------------------------------------------------- | ------------------------------------------------- | ------------------------------------------------- |
| 2008                                              | 2                                                 | 0                                                 |
| Insgesamt                                         | 2                                                 | 0                                                 |